# Dirk Donker Curtius
Dirk Donker Curtius, ('s-Hertogenbosch, 19 oktober 1792 – Spa, 17 juli 1864) was een Nederlandse advocaat en minister die als liberaal opposant optrad tegen het bewind van de koningen Willem I en Willem II. Hij was tevens degene die de grondwetsherziening van 1848 door het parlement loodste.

## Afkomst en opleiding
Donker Curtius werd op 19 oktober 1792 in 's-Hertogenbosch in een protestants gezin geboren als de vierde zoon van de jurist Boudewijn Donker Curtius (1746-1832) en de half-Schotse Cornelia Hendrica Strachan (1755-1831). Zijn ouders kregen elf kinderen. Bijna alle zonen uit dit gezin zouden een glanzende carrière maken. Zo was zijn broer Willem Boudewijn van 1845 tot 1855 president van de Hoge Raad. Ook sommigen van zijn neven waren maatschappelijk succesvol. Zo was de Amsterdamse burgemeester C.H.B. Boot de zoon van een van zijn zusters. Zijn grootvader van vaderskant, Hendrik Donker, was drossaard te Mierlo, Croy en Stiphout. Zijn grootvader van moederskant was de Schotse officier in staatse dienst William Strachan.
Tot 1810 studeerde Dirk Donker Curtius rechten aan het Athenaeum Illustre te Amsterdam. In 1811 verbleef hij enige tijd in Leiden, waar hij op 14 december 1811 promoveerde. Daarna vestigde hij zich als advocaat in Den Haag. Hier sprak hij zich al snel uit tegen het Franse bestuur. Misschien mede daarom werd hij op last van Goswin de Stassart, prefect van het departement Monden van de Maas, opgeroepen om dienst te nemen in de Garde d'honneur van Napoleon, dit hoewel zijn vader al een remplaçant had geregeld. Donker Curtius werd vastgezet in de Gevangenpoort. Samen met andere jongelingen van aanzienlijke komaf moest hij zich melden in Metz. Hier wist hij echter de bevelvoerend generaal van zijn regiment ervan te overtuigen hem en zijn vrienden niet als gardesoldaten te beschouwen. Zij mochten op kamers in de stad Metz gaan wonen. Na de volkerenslag bij Leipzig stortte de discipline in het Franse leger in. Donker Curtius besloot samen met zijn vriend G. van Hogendorp te ontsnappen. 3 december 1813 waren zij weer terug in Den Haag.

### Huwelijken
Dirk Donker Curtius trad twee keer in het huwelijk. De eerste keer op 13 september 1816 in Amsterdam met Ida Susanna Wilhelmina Walraven. Dit huwelijk eindigde op 3 mei 1828 door het overlijden van zijn echtgenote. De tweede keer op 23 maart 1831 in Den Haag met Sophia Antoinetta de Salis. Dit huwelijk werd op 28 april 1846 ontbonden. Beide huwelijken bleven kinderloos.

## Carrière

### Publicist
Hoewel van oorsprong een orangist en monarchist stoorde hij zich aan het autocratische bewind van koning Willem I en diens belangrijkste minister Cornelis Felix van Maanen. Dit duo probeerde vooral na 1830 de vrijheid van meningsuiting verder te beperken. In die jaren ontwikkelde Nederland zich steeds meer in de richting van een politiestaat. Donker Curtius was het daar zeer mee oneens. Hij pleitte in verschillende brochures en krantenartikelen in onder andere de Arnhemsche Courant en voor 1830 in de De Standaard, een orgaan van de Belgische oppositie. Hij was sterk tegen de afscheiding van België en drong er in 1830 bij de koning op aan om aan de Belgische eisen tegemoet te komen. Ook pleitte hij in de jaren dertig voor invoering van de ministeriële verantwoordelijkheid en voor een rechtstreeks gekozen parlement, zonder dat hij overigens de koning helemaal buitenspel wilde zetten.

### Advocatenpraktijk
In zijn advocatenpraktijk verdedigde hij een aantal personen die te lijden hadden van het autocratische bestuur van koning Willem I en zijn minister Van Maanen. Zo verdedigde hij in 1837 de gereformeerde, later naar de Verenigde Staten geëmigreerde dominee Hendrik Scholte. De gereformeerden waren in 1833/34 (afscheiding van 1834) in de provincie Groningen (Ulrum) ontstaan als afscheiding van de Nederlandse Hervormde Kerk, die steeds meer een vehikel was geworden van de weinig calvinistische godsdienstige denkbeelden van koning Willem I. De gereformeerden, zoals zij zich noemden, werden in de periode tot en met 1840 (aftreden Willem I) vervolgd. Bijeenkomsten waar meer dan twintig mensen aan deelnamen, werden verboden. Ook kregen veel gereformeerde gezinnen te maken met inkwartiering van soldaten. In de Grondwet van 1815 had Willem I laten opnemen dat het verboden was een nieuw geloof te stichten.
In 1840 verdedigde Donker Curtius de uitgever van de oppositionele De Arnhemsche Courant C.A. Thieme, toen deze door Van Maanen voor het gerecht werd gedaagd. Hij hield een pleidooi voor de vrijheid van drukpers.
Donker Curtius was een voorstander van een centraal bestuur. In dezelfde periode was hij een drijvende kracht achter het afschaffen van de rechtsmacht van de heemraadschappen. In de wet van 9 oktober 1841, S. no. 42, werd deze rechtsmacht afgeschaft.

### Grondwetscommissie
Donker Curtius was lid van de Grondwetscommissie-Thorbecke, waarvan hij de voorstellen - met steun van de koning - als minister behendig door het overwegend conservatieve parlement loodste.

### Kabinet Van Hall-Donker Curtius
Later kwam hij in conservatiever vaarwater en vormde in 1853 met Van Hall, een vroegere politieke tegenstander, het kabinet-Van Hall-Donker Curtius. 